# Szarlejka
Szarlejka – wieś w Polsce, położona w województwie śląskim, w powiecie kłobuckim, w gminie Wręczyca Wielka.
Szarlejka leży w regionie Wyżyny Woźnicko-Wieluńskiej, znajdującej się na granicy mezoregionów: Wyżyny Wieluńskiej i Obniżenia Krzepickiego (będącego przedłużeniem obniżenia Górnej Warty). Miejscowość ta położona jest około 10 km od Jasnej Góry. Sąsiaduje z nią od strony południowo-wschodniej (293 m n.p.m.). Znajduje się w obszarze zlewni rzek: Warty i Liswarty. Swoje źródło ma tutaj niewielka rzeka Kocinka, przepływająca obniżeniem. Leży ona w obszarze charakterystycznych dolin rzecznych Wyżyny Wieluńskiej.

## Integralne części wsi
| SIMC    | Nazwa          | Rodzaj     |
| ------- | -------------- | ---------- |
| 0147341 | Nowa Szarlejka | przysiółek |

## Klimat
Szarlejka jest położona w dzielnicy częstochowsko-kieleckiej, obejmującej zachodnią część Wyżyny Małopolskiej. Opady są stosunkowo duże i dochodzą do 800 mm. W półroczu ciepłym średnia suma opadów wynosi 400–500 mm, a w chłodnym 225–250 mm. Długość okresu wegetacyjnego wynosi od 200 do 210 dni. Średnia temperatura powietrza: w styczniu wynosi –3 °C, a w lipcu +18 °C. Średnia temperatura roczna wynosi 7,5 °C.

## Gleby
Owa miejscowość leży w pobliżu dwóch podregionów: Wieluńskiego i Krakowsko-Częstochowskiego. W części północnej występują: piaskowce i piaski na głębokości od kilku do 250 m.
Gleby dominujące na terenie Szarlejki to:
- gleby brunatne, wyługowane, wytworzone z piasków gliniastych, lekkich;
- gleby brunatne, wyługowane, wytworzone z piasku mocnogliniastego;
- gleby pseudobielicowe, wytworzone z piasku słabogliniastego;
- użytki zielone: czarna ziemia wytworzona z glin lekkich, pylastych;
- gleba mułowo-torfowa (bardzo małe ilości).

## Geologia
Teren Szarlejki znajduje się w obrębie Monokliny Śląsko-Krakowskiej.
Obszar ten zakrywa dość zwarta pokrywa utworów czwartorzędowych, wykształconych w postaci: piasków różnoziarnistych, żwirów z głazikami i glin zwałowych, szaro-brunatnych. Pod nimi znajdują się całe utwory jurajskie, tworząc rozległe płaty lub też wypełniając głębokie rynny, powstałe wskutek lokalnej erozji w iłach.
Glina zwałowa pochodzi z dwóch zlodowaceń:
Dolna – zlodowacenie południowopolskie;
Górna – starsza faza zlodowacenia środkowopolskiego.
Pokryta jest ona na znacznych obszarach piaskiem akumulacji wodno-lodowcowej.
Utwory czwartorzędowe, występujące w dolinach rzek są nałożone na osady starsze ciągłą powieką.
Twory starszego podłoża (trias i jura), stanowią jednoskrzydłową antyklinę, powstałą w trzeciorzędzie. Około 35 metrów występują iły rudonośne.

## Krajobraz
Niezwykle malowniczy krajobraz Szarlejki tworzą pola uprawne i użytki rolne. Znaczną część terenu zajmują również lasy.

## Historia powstania
Historia Szarlejki związana jest z dziejami klasztoru jasnogórskiego.
Przełomowym wydarzeniem dla tej wsi było objęcie jej jako lenna. Krótki okres jego władania (lata 1370–1393), zaznaczył się w dwóch istotnych faktach dla opisywanej miejscowości. Są to: nadanie praw miejskich Częstochowie (1372) i fundacja klasztoru (22 czerwca 1382).
Władysław Opolczyk od roku 1391 prowadził wojnę z Władysławem Jagiełłą. Przegrał ją, przez co opiekunem konwentu został Jagiełło. Uposażył go na nowo i przywilejem z 24 lutego 1393 roku nadał ponownie klasztorowi jasnogórskiemu wsie, m.in. Szarlejkę.

## Ważniejsze lokacje
- Ochotnicza Straż Pożarna w Szarlejce (powstała w 1945 roku)
- Koło Gospodyń Wiejskich (powstałe w 1954 roku)
- Ludowy Klub Sportowy „Junior” Szarlejka (pierwszy inauguracyjny mecz rozegrał w sezonie 1949/1950)
- Szkoła Podstawowa w Szarlejce (obecnie przeniesiona do Kalei, powstała w 1820 roku, jako jedna z pierwszych placówek oświatowych na tym terenie)